# 荷西·烏瑞尼亞
荷西·米格爾·烏瑞尼亞·羅德里奎茲（西班牙語：José Miguel Ureña Rodriguez，1991年9月12日—），為美國職棒大聯盟的投手，目前效力於明尼蘇達雙城。他先前曾效力過馬林魚、老虎、釀酒人、洛磯、白襪、遊騎兵、大都會、藍鳥與道奇等隊。

## 職業生涯

### 邁阿密馬林魚

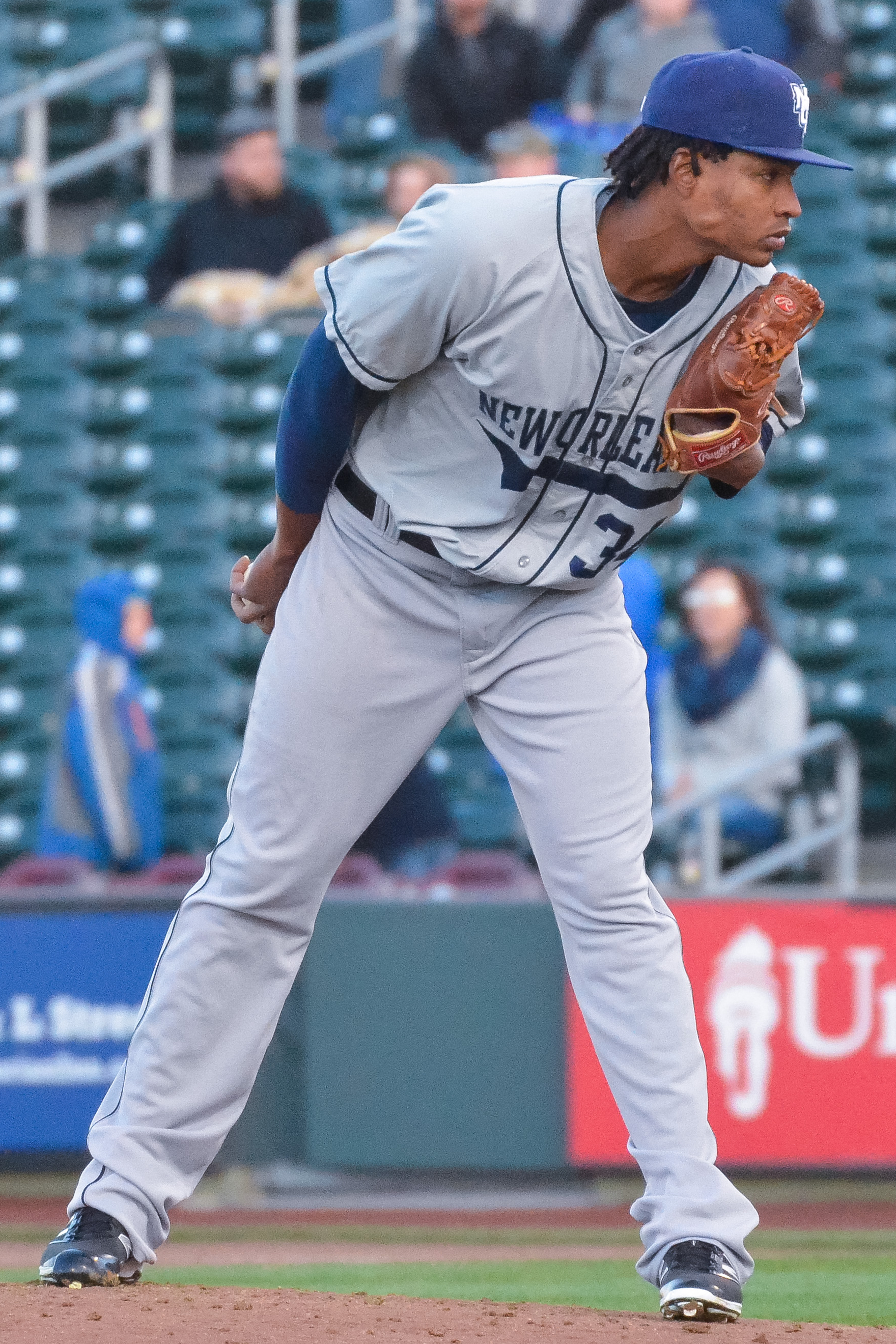
2016年的烏瑞尼亞

2015年4月14日，烏瑞尼亞接替大衛·菲爾普斯而登上大聯盟。5月26日，他進行了大聯盟初先發，不過主投4+2⁄3局失5分吞敗。整季他拿下1勝5敗，防禦率5.25。
2016年，烏瑞尼亞先發牛棚兩邊跑，整季拿下4勝9敗，防禦率6.13。隔年他拿下14勝7敗，防禦率3.82。不過他也投出聯盟最多的14顆觸身球。
2018年，烏瑞尼亞成為馬林魚的開幕戰先發投手。他在比賽的第一顆球就被伊恩·哈普敲出全壘打，最後他投了4局失5分吞敗。他在先發16場比賽後，因為肩膀受傷進入傷兵名單。8月15日，他因為惡意對勇士隊的小羅納德·阿庫尼亞投出觸身球遭到驅逐出場。這起事件還造成兩隊板凳清空，最後烏瑞尼亞被禁賽6場比賽。禁賽解除後，他對國民隊投出完投勝。他在最後7場先發拿下6勝，防禦率僅1.80。他也成為馬林魚隊史第6位連兩季防禦率低於4的投手。
2019年，烏瑞尼亞再度擔任開幕戰先發投手。6月7日，他因為椎間盤突出而進入傷兵名單。2020年11月30日，球隊問了清出空間給投手Adam Cimber，而決定將烏瑞尼亞給指定讓渡。12月2日，他正式成為自由球員。

### 底特律老虎
2020年12月23日，烏瑞尼亞與老虎隊簽下1年325萬美元的合約。在開季吞下3連敗後，烏瑞尼亞終於在4月27日面對白襪隊拿下在老虎隊的首勝。5月2日，他成為隊史繼大衛·普萊斯後，第一位連續4場先發投滿7局失分不到2分的投手。但球隊打擊能力不佳，導致他這四場先發僅拿下1勝。6月17日，他因為腹股溝緊繃進入10天傷兵名單。整季他拿下4勝8敗，防禦率5.81。

### 密爾瓦基釀酒人
2022年3月29日，烏瑞尼亞與釀酒人簽下大聯盟合約。他在5月10日成為自由球員。

### 科羅拉多洛磯
2022年5月13日，烏瑞尼亞與洛磯簽下小聯盟合約。7月6日，烏瑞尼亞回到大聯盟。該年他拿下3勝8敗，防禦率5.14。球季末他和球隊續約1年300萬美元的合約，不過他先發5場拿下0勝4敗，防禦率9.82，最後他在4月27日被釋出。

### 華盛頓國民
2023年5月3日，他和國民簽下小聯盟約。他在3A繳出6.31的防禦率，最後在8月初被釋出。

### 芝加哥白襪
8月8日，烏瑞尼亞加盟白襪。他在3A的防禦率為3.38，不過上大聯盟吞下3敗，防禦率4.10。儘管他期間投出2場優質先發，但仍一勝難求。

### 德州遊騎兵
2024年1月16日，烏瑞尼亞與遊騎兵簽下小聯盟約。他成功擠進開幕戰名單，並從由牛棚出發，在季中進入先發輪值。他在前5場先發中拿下2勝3敗，防禦率2.84。 6月5日，他對老虎投出5局完全比賽，直到6局才破功。6月23日，他拿下生涯首次救援成功。該月他的防禦率僅有0.50。 Moving back to the bullpen for the remainder of June, Ureña finished the month with a 0.50 ERA in 18 innings pitched, striking out 13 and walking just three. 整季他拿下5勝8敗，防禦率3.80。

### 紐約大都會
2025年2月27日，烏瑞尼亞加盟大都會。他在3A繳出2.89的防禦率，並在4月28日登上大聯盟。不過他回歸大聯盟首戰僅投3局便失5分，最後大都會直接在隔天將他指定讓渡。

### 多倫多藍鳥
2025年5月5日，烏瑞尼亞加盟藍鳥。他在藍鳥出賽6場比賽，繳出3.65的防禦率。5月31日，他遭到指定讓渡。

### 洛杉磯道奇
6月3日，烏瑞尼亞加盟道奇。他僅出賽2場比賽，3局投球被敲出4支安打失1分。他在6月13日成為自由球員。

### 明尼蘇達雙城
2025年6月24日，烏瑞尼亞與雙城簽下小聯盟約。他在3A吞下一敗，防禦率4.05。8月1日，因為雙城一次交易10名球員，因此烏瑞尼亞獲得機會重返大聯盟。

## 外部連結
- 球員資訊和成績在MLB ，ESPN ，Retrosheet ，Baseball Reference ，Baseball Reference (Minors) ，Fangraphs （英文）
- 荷西·烏瑞尼亞的Instagram帳戶